# Jeff Martin (scenárista)
Jeffrey Summerlin Martin (* 28. prosince 1960 Boston) je americký televizní producent a scenárista. Původně psal pro Simpsonovy od 2. do 5. řady seriálu. Po více než dvaceti letech se opět k psaní dílů vrátil, konkrétně od 27. řady. Vystudoval The Kinkaid School a následně také Harvardovu univerzitu, kde byl šéfredaktorem humorné publikace The Harvard Lampoon. V roce 1993 odešel spolu s většinou původního štábu Simpsonových a od té doby psal pro několik televizních pořadů, například Listen Up!, Baby Blues a Homeboys in Outer Space. V osmdesátých letech psal pro pořad Late Night with David Letterman a občas se v něm objevoval jako Flunky, klaun v depresi, který kouřil cigarety a občas mluvil o svých tetováních. Během svého působení v Late Night získal Jeff Martin s kolegy čtyři ceny Emmy.
Žije v Los Angeles se svou manželkou, televizní producentkou a scenáristkou Suzanne Martinovou. Oženil se s ní v únoru roku 1986 a mají spolu dvě děti, Jennu a Samanthu Martinovy. Jeho rodiče jsou William a Patricia Martinovi.

## DílySimpsonových
- Golfová společnost (1990)
- Ach, rodný bratře, kde tě mám? (1991)
- Drobné kiksy nad komiksy (1991)
- Zvláštní čarodějnický díl (spoluscenárista; 1991)
- Jak jsem si bral Marge (1991)
- Otto v akci (1992)
- Tramvaj do stanice Marge (1992)
- Líza královnou krásy (1992)
- Lízino první slovo (1992)
- Homerovo pěvecké kvarteto (1993)
- Nevinný výlet (2016)
- Noční klub u Vočka (2017)
- Dívka, která neumí říci ne (společně s dcerou Jennou; 2019)
- Zrodila se folková hvězda (společně s dcerou Samanthou; 2021)

## Ocenění

### Primetime Emmy Award za vynikající scénář – estrádní pořad
| Rok  | Pořad                           | Díl                           | Ocenění scenáristé |
| ---- | ------------------------------- | ----------------------------- | --- |
| 1984 | Late Night with David Letterman | 312                           | Chris Elliott, Sanford Frank, Ted Greenberg, David Letterman, Merrill Markoe, Jeff Martin, Gerard Mulligan, Steve O'Donnell, Joe Toplyn, Matt Wickline a David Yazbek                             |
| 1985 | Late Night with David Letterman | Christmas with the Lettermans | Randy Cohen, Kevin Curran, Chris Elliott, Sanford Frank, Eddie Gorodetsky, Fred Graver, Larry Jacobson, David Letterman, Merrill Markoe, Jeff Martin, Gerard Mulligan, Joe Toplyn a Matt Wickline |
| 1986 | Late Night with David Letterman | 4th Anniversary Special       | Randy Cohen, Kevin Curran, Chris Elliott, Sanford Frank, Fred Graver, Larry Jacobson, David Letterman, Merrill Markoe, Jeff Martin, Gerard Mulligan, Steve O'Donnell, Joe Toplyn a Matt Wickline  |
| 1987 | Late Night with David Letterman | 5th Anniversary Special       | Randy Cohen, Kevin Curran, Chris Elliott, Sanford Frank, Fred Graver, Larry Jacobson, David Letterman, Jeff Martin, Gerard Mulligan, Steve O'Donnell, Adam Resnick, Joe Toplyn a Matt Wickline    |